# Heraldos del Rey
Los Heraldos Del Rey (en inglés: The King´s Heralds) es un cuarteto vocal cristiano (Adventistas del Séptimo Día) de origen estadounidense, tributarios del sonido A Cappella y de la música Gospel tradicional, formados en el año 1927 con el nombre de "The Lone Star Four" (Los cuatro de la estrella Solitaria). Son reconocidos por su participación, durante más de 40 años, en Voice Of Prophecy (siglado VOP), uno de los show radiales más célebres y longevos de la radio estadounidense y mundial. 
En su basta trayectoria, han cantado en 30 idiomas.

## Biografía
Sus primeros integrantes fueron los hermanos Lewis, Waldo y Wesley Crane, y el cantante de bajo Ray Turner, estudiantes universitarios que fundaron el cuarteto en la Southwestern Junior College (actual Southwestern Adventist University) de la ciudad de Keene, Texas. Son conocidos a nivel mundial por su nombre original en inglés The King´s Heralds, el cual adoptaron en el año 1937, luego de ser contratados por el evangelista adventista Harold M.S. Richards para participar en el programa radial Bible Tabernacle of the Air que este conducía en la estación emisora KNX de Los Ángeles, California, desde 1929 y el cual pasó a denominarse, ocho años después, The Voice Of Prophecy (la Voz de la Profecía).
La experiencia y vocación radial del joven grupo ya tenía antecedentes, desde que el Pastor R.L. Benton contactó al cuarteto para que apoyara el ministerio en una transmisión que patrocinaba la Iglesia Adventista del Séptimo Día en la emisora KFPL de la ciudad de Waco, Texas, desde principios de los años treinta.
La popularidad del cuarteto crecía fuertemente en la medida en que el programa radial de Richards mejoraba su acogida entre el público y sus seguidores aumentaban. Por muchos años el programa abría su transmisión con el canto Lift Up The Trumpet (adaptada al español con el título Pronto vendrá), convirtiéndose ésta en la más universal de las interpretaciones del cuarteto. La presentación era seguida por el mensaje evangelístico de Richards, consistente en una lección de doctrina cristiana fielmente ceñida a los pasajes bíblicos, y alternada con la interpretación, por parte del grupo, de una variedad de himnos tradicionales y cantos A Cappella.
Por varias décadas el cuarteto fue considerado una entidad dependiente del programa radial, cumpliendo todas sus presentaciones dentro del ámbito de actividades realizadas por Richards y su equipo de producción, al que luego se incorporaron nuevos cantantes entre los que destacó la popular Del Delker. Esta dependencia permitió al grupo acompañar al evangelista en todas sus actividades misioneras, las que comprendían visitas a distintos puntos de Estados Unidos y a numerosos países del mundo, principalmente de Latinoamérica.
Entre sus mayores características, es la perfección que alcanzaron para cantar en idiomas que no eran su lengua materna. Prácticamente entre los años 50 al año 1982, casi todos los álbumes que lanzaban tenían su álbum homólogo en otros idiomas. Por ejemplo: "In Remembrance Of Me" - "En Memoria de Mí"(1978)
En 1982 el grupo se independizó del ministerio radial y pasó a denominarse The Heralds por razones de que el nombre "The King´s Heralds pertenecía a Voice of Prophecy", pero finalmente el 2003 pueden volver a usar el nombre de "The King´s Heralds".  
Actualmente el cuarteto cuenta como integrantes a Don Scroggs, Mark Ringweslki, John Watkins y Jeff Pearles.

## Cuatro voces a lo largo de más de 90 años

### 1927 The Long Star Four (Las Cuatro Estrellas Solitarias)

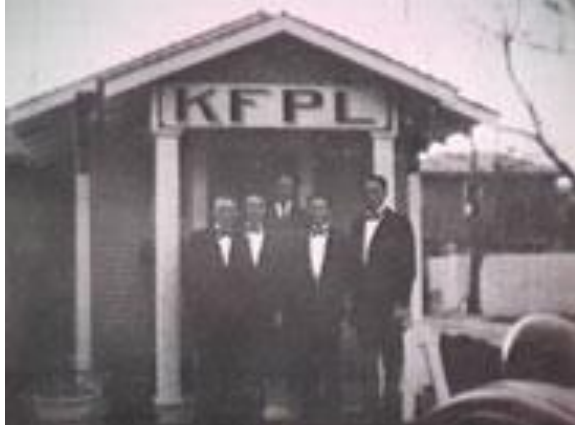
Inicios del cuarteto, año 1927.

Todo comenzó con cuatro estudiantes universitarios de la Universidad al sudoeste en Keene, Tejas de la Unión. Los tres hermanos Crane - Lewis, Waldo y Wesley - unidos con Ray Turner, un bajo profundo de Oklahoma. Comienzan a mezclar sus voces en el ministerio del musical del evangelio. En sus comienzos, el pastor R.L. Benton vio el potencial de estos jóvenes, y los invita a colaborar con él en un programa radial evangelístico, en la estación de radio KFPL, de Waco, Texas. 

### 1937

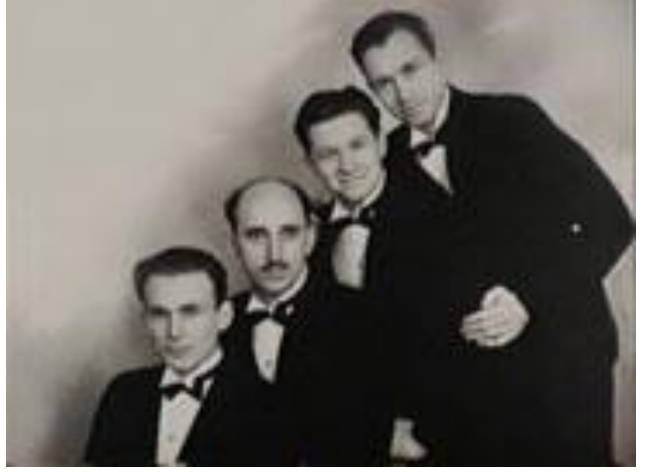
Año 1937, el cuarteto comienza a trabajar en un programa radial de evangelismo.

Pasada una década, desde que comenzaron a cantar juntos en la universidad, el pastor H.M. S. Richards, los invita a California para integrar el equipo de un nuevo programa radial The Voice Of Prophecy .Aunque eran enfermeros de profesión, sin embargo, el cantar era su alegría principal. Pero debían tener un nombre que los relacionara más con el evangelio, por lo que hacen un concurso en la radio para colocarle nombre al cuarteto, y después de varias opciones toman el nombre The King´s Heralds, o Los Heraldos del Rey, con que se les reconoce hasta la actualidad. En el transcurso de los años, 23 diversas combinaciones de cantantes talentosos han hecho a los Heraldos del Rey el más antiguo cuarteto evangelístico, de actividad ininterrumpida de América. 

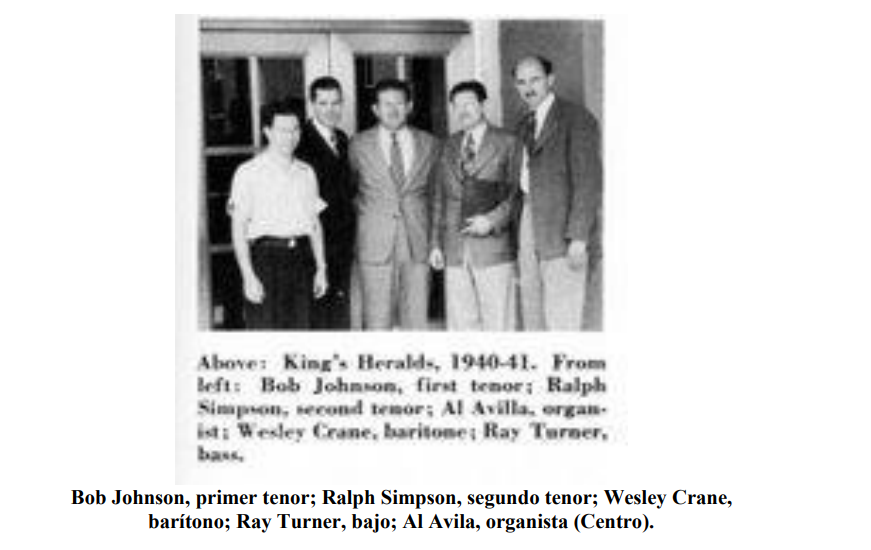
Tercera formación del cuarteto.

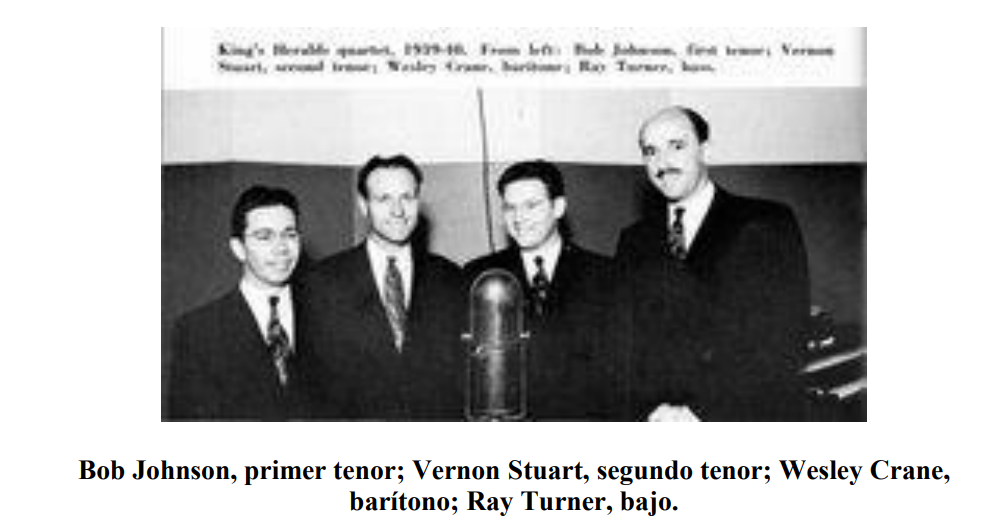
Segunda formación del cuarteto,1939-1940
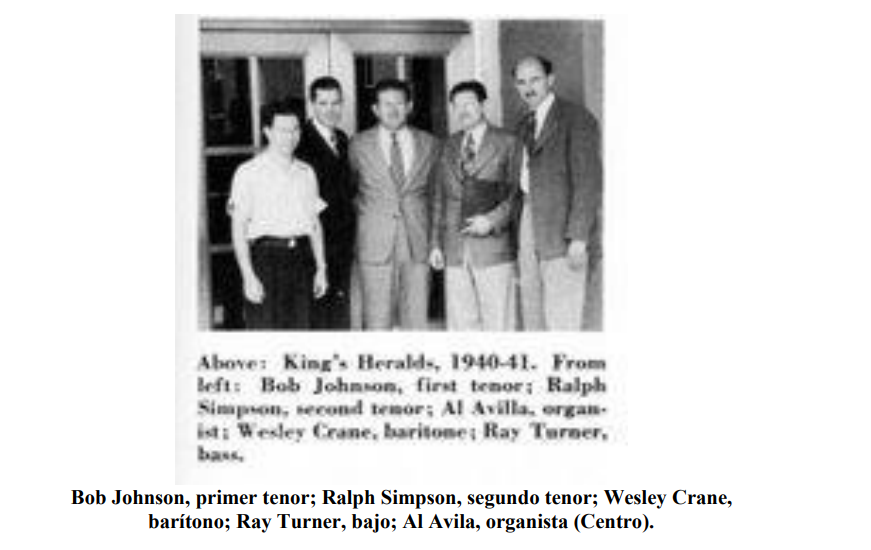
Tercera formación del cuarteto(1940-1941)
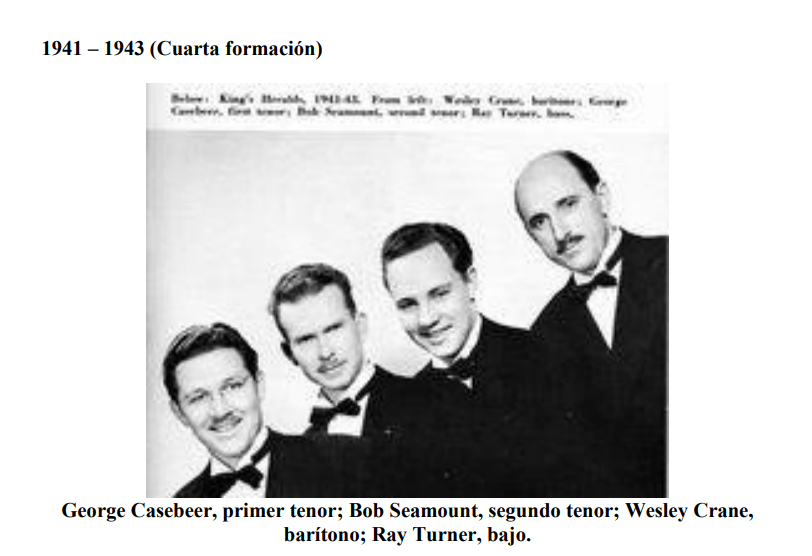
Cuarta formación del cuarteo,1941-1943.
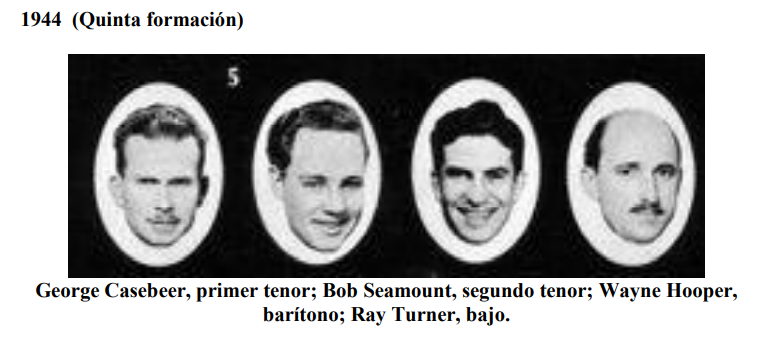
Quinta formación del cuarteto,1944.
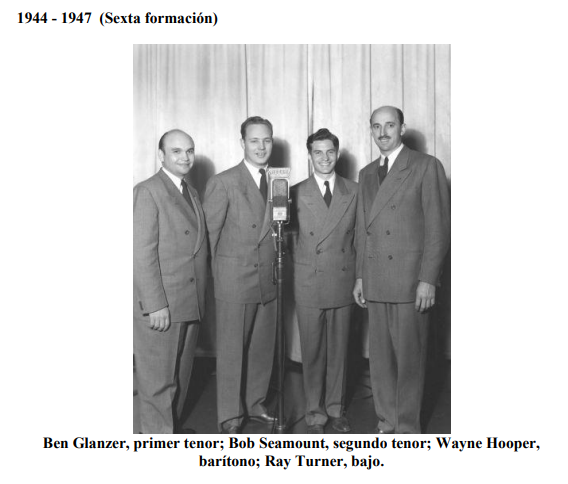
Sexta formación del cuarteto,1944-1947.
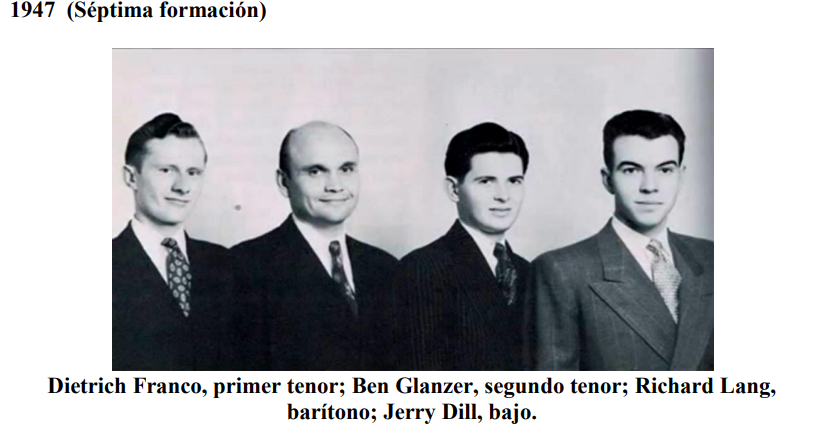
Séptima formación del cuarteto,1947.

## Álbumes
Se incluyen tanto los álbumes en inglés como su homólogo  en español. Se añadan los álbumes en otros idiomas de igual manera. 
- "O Little Town of Bethlehem" (Chapel 100, 10", 1950) also on 78rpm and 45rpm set
- "Favorite Hymns and Songs" (Chapel 101, 10", 1950) also on 78rpm set
- "Deep River" (Chapel 102, 10", 1950)
- "King's Heralds & Del Delker" (Chapel 103, 10", 1951-53?)
- "Garden of Prayer" (Chapel 1211, 10", 1953)
- "Old Hymns of Faith vol. 1" (Chapel 1220, 10", 1953)
- "Old Hymns of Faith vol. 2" (Chapel 1221, 10", 1953)
- "That One Lost Sheep" (Chapel 1233, 10", 1953-54?)
- "Song of Heaven & Homeland" (Chapel 1240, 10", 1954-55?)
- "Jesus Is Coming Again" with Del Delker (Chapel 1509, 10", 1955)
- "Radio Favorites" (Chapel 1510, 10", 1955)
- "Songs for Sabbath" (Chapel 1517, 10", 1956)
- "Silent Night" (Chapel 1518, 10", 1956)
- "Songs of Thanksgiving" (Chapel 1526, 1956-1961?)
- "The Golden Moment" (Chapel 5007, 1956-1961?)
- "A Boy Named David" (Chapel 7001, 1956-1961?)
- "Our Prayer" (Chapel 5012, 1957-1961?)
- "Cantos de Esperanza" 1957
- "Birthday of a King" (Chapel 5016, 1957-1961?)
- "Out of the Deep" (Chapel 5023, 1957-1961?)
- "I Believe" (Chapel 5031, 1957-1961?)
- "Lost in the Night" (Chapel 5052, 1957-1961?)
- "Camp-Meeting Favorites" (Chapel 5057, 1962)
- "Anunciai nas Montanhas" (1962)
- "Garden of Prayer" (Chapel 5067, 1962)
- БОЖЕ, ХАЙ БУДЕ ВОЛЯ ТВОЯ (Ukrainian) 1962
- "That Great Gettin'-Up Morning" (Chapel 5070, 1963)
- "There's A Wideness In God's Mercy" (1963-4)
- "Come Children Join To Sing" (1962)
- "We'll All Praise God" with Faith For Today Quartet (1966)
- "King's Heralds Favorites Through 25 Years" (1966)
- "Wheel In A Wheel" (1967)
- "We Worship Thee" (1968)
- "Amor Sublime"(1968)
- "Near To The Heart Of God" (1968-9)
- "Precious Memories" (1970)
- "Master Designer" (1971)
- "Arquitecto Divino" (1971)
- "Listen To The Sound" (1972)
- "Amazing Grace" (1973)
- "Side By Side" (1974)
- "It's Spiritual" (1974)
- "La Palabra de Amor (1974)
- "Yes, God Is Real" (1975)
- "Unidos en Verdad" (1975)
- "Acappella Again" (1976)
- "Love" -"Amor" (1976)
- "If My People" (1977)
- "35 Aniversario" (1977)
- "40th Anniversary Album" -"35 Aniversario"(1977)
- "In Remembrance Of Me" - "En Memoria de Mí" (1978)
- "Healing Love" (1979)
- "Songs For Kids" - "Cantos para Niños"(1980)-Álbum en inglés y español.
- "Arco íris" (1980)
- "Rainbow" (1980)
- "Homesick For Heaven" (1981)
- "Best Of Christmas" - "Lo Mejor de Navidad" (1981)
- "Don't Give Up!" (1982)
- "Favorites Through The Years" (1983)
- "Our Brand Of Country" (1984)
- "Favorite American Folksongs" (1984)
- "Another Rainbow" (1985)
- "Try A Little Kindness" (1986)
- "Honor The Lord" (1987)
- "For All Us Kids" (1988)
- "The Way We Were" (1990)
- "Git'On Board" (1991)
- "Homeward Bound" (1992)
- "Morning Has Broken" (1993)
- "Behold The Lamb" (1994)
- "Be Still My Soul" (1995)
- "The Heralds Christmas" (1995)
- "I Need Thee Every Hour" (1996)
- "70th Anniversary Album" (1998)
- "Higher Ground" (2000)
- "King's Heralds Reunion Concert" (2000)
- "Fireside Reunion" (2000)
- "La Mansión Gloriosa" (2000)
- "Celebrate" (2001)
- "Revival" (2002)
- "Delivered! Spirituals" (2002-3)
- "Jerry's Farewell" (2003)
- "Then & Now" (2005) Recorded at the General Conference Session in St. Louis, MO.
- "Encores" with Jim Ayars (2005),
- "Encores" with Jeff Pearles (2006)
- "Anthology Volume 1" (2006)
- "Anthology Volume 2" (2007)
- "I Just Can't Wait!" (2007).
- "Hymn Sessions" (2009) - arranged by Russell Hospedales, released at the National Quartet Convention.
- "Then & Now" (2010)-recorded exclusively at the 2010 General Conference session in Atlanta, GA
- "Wake Up, Church!" (2011) - released at the National Quartet Convention.
- "Time's Windin' Up" (2012)
- "Thy Blessed Spirit" (2014)
- "Telling The World" (2016)
- "Give The World A Smile" (2017)

## Integrantes
El cuarteto ha contado numerosas formaciones a través de su larga historia, pero siempre ha conservado la estructura de un cuarteto vocal: Primer tenor, Segundo Tenor, Barítono y Bajo; en este orden los integrantes del cuarteto son cronológicamente los siguientes:
Primer Tenor
- Lewis Crane (1927-1939)
- Bob Johnson (1939-1941)
- George Casebeer (1941-1944)
- Ben Glanzer (1944-1947)
- Dietrich Franco (1947-1948)
- Bob Edwards (1948-1971)
- John Ramsey (1971-1983)
- Don Scroggs (1983-presente)

Segundo Tenor
- Waldo Crane (1927-1939)
- Vernon Stuart (1939-1940)
- Ralph Simpson (1940-1941)
- Bob Seamount (1941-1947)
- Ben Glanzer (1947-1948)
- Frank Dietrich (1948-1949)
- Bob Seamount (1949-1961)
- John Thurber (1961-1967)
- Jerry Patton (1967-2004)
- Joel Borg (2004-2013)
- Jared Otto (2013-2017)
- Ben Jenkins( 2017–2018)
- Mark Ringwelski (2019-2021)
- Joseph Smith(2022-presente)

Barítono
- Wesley Crane (1927-1943)
- Wayne Hooper (1944-1947)
- Richard Lang (1947-1948)
- Jerry Dill (1948-1949)
- (1949-1962)
- Jack Veazey (1962-1997)
- Steve Laing (1997-2002)
- Russell Hospedales (2002-2018)
- John Watkins (2019-presente)

Bajo
- Ray Turner (1927-1947)
- Jerry Dill (1947-1948)
- Joe Melashenko (1948-1949)
- Jerry Dill (1949-1962)
- Jim McClintock (1962-1977)
- Jim Ayars (1977-2004)
- Jeff Pearles (2005-presente)

#### Arreglistas
- Irving Steinel, 1937-1942
- Al Avila, 1942-1950
- Beth Thurston, 1950-1953
- Brad Braley, 1953-1972
- Wayne Hooper(1962-1977)
- Calvin Taylor (pianista), 1972-1977
- Jim Teel , 1977-1989
- John Grover Lewis, 1989-1995
- Russell Hospedales, 2002–2018